# Fuerzas Armadas de Uganda
Las Fuerzas de Defensa Popular de Uganda (FDPU) (en inglés: Uganda People's Defence Force) son las Fuerzas armadas de Uganda.

## Historia

### Después de la independencia
El primer ejército de la República independiente de Uganda estaba formado por miembros de los King's African Rifles, que más tarde se rebautizaron como Uganda Rifles. Mutesa II de Buganda fue el primer comandante militar y también presidente. 
En enero de 1964, los soldados de Jinja iniciaron una revuelta para pedir salarios más altos, que fue sofocada por los soldados británicos de la Guardia Escocesa y el Regimiento de Staffordshire. 
Posteriormente, siguieron las reorganizaciones, el cuartel general de las fuerzas armadas ugandesas, se trasladó desde Jinja hasta Kampala, Shaban Opolot e Idi Amin Dada se convirtieron en oficiales superiores de las fuerzas armadas ugandesas, y se creó la Unidad de Servicios Generales, una fuerza de policía secreta. 
En mayo de 1966, el político ugandés Milton Obote tomó el poder en Uganda, y se hizo con el control de las fuerzas armadas ugandesas. 
El presidente Milton despidió a muchos oficiales de alto rango, y reestructuró al ejército ugandés.

### El ejército ugandés bajo el gobierno de Idi Amin Dada
En enero de 1971, el entonces jefe del Estado Mayor, Idi Amin Dada, tomó el control de la república ugandesa mediante un Golpe de Estado militar. Idi Amin Dada, nombró a sus simpatizantes para ocupar puestos militares de liderazgo y duplicó el número de soldados a 21 000. Idi Amin Dada, permitió la participación de combatientes extranjeros, lo que significó que a finales de los años 1970 las fuerzas armadas de Uganda estaban formadas por un gran número de sudaneses, ruandeses y congoleños. 
Algunas unidades ya no estaban bajo el control directo del ejército ugandés, y efectivamente se convirtieron en milicias independientes. Idi Amin creó la Oficina Estatal de Investigación (OEI) y la Unidad de Seguridad Pública (USP) y eliminó a sus oponentes en el Estado Mayor militar. En total, ambas organizaciones mataron a más de 250 000 personas. 
En 1978, Amin ordenó la anexión de una gran zona del norte de Tanzania, lo que hizo que comenzara la Guerra entre Uganda y Tanzania. Los ugandeses que habían huido previamente formaron el Frente de Liberación Nacional de Uganda (FLNU), que luchaba junto a las fuerzas armadas de Tanzania. Juntos, ambos ejércitos conquistaron Uganda y obligaron al dictador Idi Amin Dada a huir a Libia. 
El Frente de Liberación Nacional de Uganda (FLNU) tomó el control del país durante un año, hasta que Milton Obote volvió a ser presidente.

### La junta militar bajo la segunda presidencia de Milton Obote
Después de que las fuerzas armadas derrocaran al gobierno interino, Milton Obote volvió al poder y volvió a ser presidente, esto provocó tensiones en algunas regiones del país, lo que llevó al Ministerio de Defensa ugandés a invertir fuertemente en la eliminación de los grupos rebeldes como el Frente de Rescate Nacional de Uganda y el Movimiento por la Libertad de Uganda. 
Las fuerzas armadas estaban mal equipadas, cometieron violaciones de los derechos humanos y obligaron a huir a más de 260 000 personas. En Luweero, los militares ugandeses mataron a más de 100 000 civiles para combatir al Ejército de Resistencia Nacional (NRA). 
En 1985, las fuerzas armadas ugandesas estaban tan debilitadas, que el gabinete de Milton Obote fue derrocado por un pequeño grupo de soldados ugandeses. El siguiente gobierno ugandés, estuvo formado por un consejo y una junta militar integrada por varios grupos de la resistencia ugandesa.

### Estado actual de las Fuerzas armadas ugandesas
La NRA aprovechó la debilidad de los demás miembros de la junta militar, y con la ayuda de Libia y Suecia, se hizo con el poder exclusivo. 
En 1988 firmó un acuerdo de paz con el Ejército Popular de Uganda (EPU) y con el Ejército Democrático del Pueblo de Uganda (EDPU), ya que para entonces los disturbios en el país africano no habían disminuido. 
A los antiguos rebeldes de ambas organizaciones se les permitió unirse a las fuerzas armadas ugandesas. Hasta la década de 1990, el Ejército de Uganda no logró poner a todos los grupos rebeldes e insurgentes bajo el control del gobierno ugandés. 
En 1995, el Ejército de la Resistencia Nacional, pasó a llamarse oficialmente: Fuerza de Defensa del Pueblo de Uganda.

### Misión de la Unión Africana en Somalia
Las fuerzas armadas ugandesas participan en la Misión de la Unión Africana en Somalia con un total de siete batallones de infantería (unos 5800 soldados). Además, las Fuerzas Armadas de Uganda han desplegado 628 soldados adicionales en Somalia bajo el mando de la Misión de la Unión Africana en Somalia y de la Oficina de las Naciones Unidas de Servicios para Proyectos.

### Misiones internacionales
Otras misiones de la Organización de las Naciones Unidas en las que participa la República de Uganda con cuatro personas son la Misión de Asistencia de las Naciones Unidas en la República de Sudán del Sur y la Fuerza Provisional de Seguridad de las Naciones Unidas para Abyei. El Instituto Internacional de Estudios Estratégicos considera muy importante el papel de las fuerzas armadas ugandesas en la estabilización de África Oriental.

## Armada
Las fuerzas armadas ugandesas, a pesar de que Uganda es un estado sin litoral, mantienen algunas unidades navales. La Armada ugandesa está presente en el Lago Victoria y cuenta con algunas lanchas rápidas de ataque. 

### Graduación militar (Armada)

#### Oficiales y almirantes
| Grado militar      | Insignia | Rangos OTAN |
| ------------------ | -------- | ----------- |
| Almirante          |          | OF-9        |
| Vicealmirante      |          | OF-8        |
| Contraalmirante    |          | OF-7        |
| Capitán de navío   |          | OF-6        |
| Capitán de fragata |          | OF-5        |
| Capitán de corbeta |          | OF-4        |
| Teniente           |          | OF-3        |
| Subteniente        |          | OF-2        |
| Alférez            |          | OF-1        |

### Infantería de marina
La infantería de marina ugandesa está formada por aproximadamente 400 efectivos y tiene la función de realizar tareas de búsqueda y rescate (SAR) brindar asistencia después de desastres naturales, y proteger las instalaciones relevantes para el estado ugandés.

## Ejército de tierra
El Ejército de tierra de la República de Uganda está formado por unos 45 000 soldados, y está dirigido por el Teniente general Kayanja Muhanga,  su oficial adjunto es el General de división Francis Takirwa.

### Organización
El ejército de tierra ugandés consta de la siguiente organización: 
- Una brigada de tanques
- Cinco divisiones de infantería
- Una brigada de infantería motorizada
- Una brigada de fuerzas especiales
- Una brigada de artillería
- Dos batallones antiaéreos
- Un batallón de comandos.

### Fuerza de reserva ugandesa
Las fuerzas armadas ugandesas tienen 10 000 reservistas y la fuerza de reserva está dirigida por el teniente general Charles Otema Awany. 

### Comando de Fuerzas Especiales de Uganda
La unidad de fuerzas especiales de Uganda tiene su base en Entebbe y está dirigida por el general de brigada Peter Chandia, su oficial adjunto es el general de brigada Félix Busizoori.

### Vehículos blindados

#### Carros de combate
| Nombre            | Fotografía        | Origen            | Tipo                       |
| Carros de combate | Carros de combate | Carros de combate | Carros de combate          |
| ----------------- | ----------------- | ----------------- | -------------------------- |
| T-90              |                   | Rusia             | Carro de combate principal |
| T-72              |                   | Rusia             | Carro de combate principal |
| T-55              |                   | Rusia             | Carro de combate principal |
| Tipo 88           |                   | China             | Carro de combate principal |
| PT-76             |                   | Rusia             | Tanque ligero              |

#### Vehículos de combate de infantería
| Nombre                             | Fotografía                         | Origen                             | Tipo                               |
| Vehículos de combate de infantería | Vehículos de combate de infantería | Vehículos de combate de infantería | Vehículos de combate de infantería |
| ---------------------------------- | ---------------------------------- | ---------------------------------- | ---------------------------------- |
| BMP-2                              |                                    | Rusia                              | Vehículo de combate de infantería  |
| BVP-2                              |                                    | República Checa                    | Vehículo de combate de infantería  |

#### Transportes blindados de personal
| Nombre                            | Fotografía                        | Origen                            | Tipo                              |
| Transportes blindados de personal | Transportes blindados de personal | Transportes blindados de personal | Transportes blindados de personal |
| --------------------------------- | --------------------------------- | --------------------------------- | --------------------------------- |
| BTR-60                            |                                   | Rusia                             | Transporte blindado de personal   |
| OT-64 SKOT                        |                                   | Polonia                           | Transporte blindado de personal   |
| Mamba APC                         |                                   | Sudáfrica                         | Transporte blindado de personal   |
| RG-31 Nyala                       |                                   | Sudáfrica                         | Transporte blindado de personal   |
| Buffel                            |                                   | Sudáfrica                         | Transporte blindado de personal   |

#### Automóviles blindados
| Nombre                | Fotografía            | Origen                | Tipo                  |
| Automóviles blindados | Automóviles blindados | Automóviles blindados | Automóviles blindados |
| --------------------- | --------------------- | --------------------- | --------------------- |
| Panhard AML           |                       | Francia               | Automóvil blindado    |
| Eland-90              |                       | Sudáfrica             | Automóvil blindado    |
| Alvis Saladin         |                       | Reino Unido           | Automóvil blindado    |
| Daimler Ferret        |                       | Reino Unido           | Automóvil blindado    |
| BRDM-2                |                       | Rusia                 | Automóvil blindado    |

#### MRAP
| Nombre  | Fotografía | Origen    | Tipo |
| MRAP    | MRAP       | MRAP      | MRAP |
| ------- | ---------- | --------- | ---- |
| Casspir |            | Sudáfrica | MRAP |

#### Vehículos de ingenieros
| Nombre | Fotografía | Origen          | Tipo                   |
| ------ | ---------- | --------------- | ---------------------- |
| ŽS-55A |            | República Checa | Vehículo de ingenieros |

#### Camiones militares
| Nombre             | Fotografía         | Origen             | Tipo               | Fabricante         |
| Camiones militares | Camiones militares | Camiones militares | Camiones militares | Camiones militares |
| ------------------ | ------------------ | ------------------ | ------------------ | ------------------ |
| Tatra 815-7        |                    | República Checa    | Camión militar     | Tatra              |
| Tatra 813          |                    | República Checa    | Camión militar     | Tatra              |
| Samil 100          |                    | Sudáfrica          | Camión militar     | Armscor Sudáfrica  |

#### Vehículos todoterreno
| Nombre                | Fotografía            | Origen                | Tipo                  | Fabricante            |
| Vehículos todoterreno | Vehículos todoterreno | Vehículos todoterreno | Vehículos todoterreno | Vehículos todoterreno |
| --------------------- | --------------------- | --------------------- | --------------------- | --------------------- |
| Humvee                |                       | Estados Unidos        | Vehículo todoterreno  | AM General            |

### Artillería
| Nombre                    | Fotografía                | Origen                    | Tipo                      | Calibre                   | Fabricante                     |
| Artillería autopropulsada | Artillería autopropulsada | Artillería autopropulsada | Artillería autopropulsada | Artillería autopropulsada | Artillería autopropulsada      |
| ------------------------- | ------------------------- | ------------------------- | ------------------------- | ------------------------- | ------------------------------ |
| ATMOS 2000                |                           | Israel                    | Artillería autopropulsada | 155 mm                    | Soltam Systems                 |
| Artillería de cohetes     |                           |                           |                           |                           |                                |
| BM-21                     |                           | Rusia                     | Lanzacohetes múltiple     | 122.4 mm                  | NPO Splav                      |
| RM-70                     |                           | Eslovaquia                | Lanzacohetes múltiple     | 122.4 mm                  | Konštrukta Defence             |
| Lanzagranadas automáticos |                           |                           |                           |                           |                                |
| Lanzagranadas Tipo 87     |                           | China                     | Lanzagranadas automático  | 35 mm                     | Norinco                        |
| Morteros                  |                           |                           |                           |                           |                                |
| BM-37                     |                           | Rusia                     | Mortero                   | 82 mm                     | GRAU                           |
| Portamorteros             |                           |                           |                           |                           |                                |
| Cardom                    |                           | Israel                    | Portamortero              | 120 mm                    | Soltam Systems                 |
| Obuses remolcados         |                           |                           |                           |                           |                                |
| Obús Denel G5             |                           | Sudáfrica                 | Obús remolcado            | 155 mm                    | Denel                          |
| M-46                      |                           | Rusia                     | Obús remolcado            | 130 mm                    | Fábrica de Armas de Motovilija |
| M1938 (M-30)              |                           | Rusia                     | Obús remolcado            | 122 mm                    | Fábrica de Armas de Motovilija |

### Armas antiaéreas
| Nombre                | Fotografía           | Origen               | Tipo                  | Fabricante                 |
| Artillería antiaérea  | Artillería antiaérea | Artillería antiaérea | Artillería antiaérea  | Artillería antiaérea       |
| --------------------- | -------------------- | -------------------- | --------------------- | -------------------------- |
| M-1939                |                      | Rusia                | Cañón automático      | Planta mecánica de Podolsk |
| ZPU-4                 |                      | Rusia                | Sistema antiaéreo     | Planta Degtiariov          |
| MANPADS               |                      |                      |                       |                            |
| 9K32 Strela-2         |                      | Rusia                | MANPADS               | KBM                        |
| Misil superficie-aire |                      |                      |                       |                            |
| S-125 Neva/Pechora    |                      | Rusia                | Misil superficie-aire | Almaz-Antey                |

### Armas antitanque
| Nombre           | Fotografía       | Origen           | Tipo                                   | Fabricante                          |
| Armas antitanque | Armas antitanque | Armas antitanque | Armas antitanque                       | Armas antitanque                    |
| ---------------- | ---------------- | ---------------- | -------------------------------------- | ----------------------------------- |
| 9M133 Kornet     |                  | Rusia            | Misil antitanqueMisil guiado por cable | KBP Instrument Design Bureau        |
| 9K11 Maliutka    |                  | Rusia            | Misil antitanqueMisil guiado por cable | KBM                                 |
| RPG-2            |                  | Rusia            | Lanzagranadas antitanque               | Fábrica de ametralladoras de Kovrov |
| RPG-7            |                  | Rusia            | Granada propulsada por cohete          | Bazalt                              |

### Armas de fuego
| Nombre                          | Fotografía               | Origen                   | Tipo                                       | Munición                 | Fabricante                                                |
| Pistolas semiautomáticas        | Pistolas semiautomáticas | Pistolas semiautomáticas | Pistolas semiautomáticas                   | Pistolas semiautomáticas | Pistolas semiautomáticas                                  |
| ------------------------------- | ------------------------ | ------------------------ | ------------------------------------------ | ------------------------ | --------------------------------------------------------- |
| Tokarev TT-33                   |                          | Rusia                    | Pistola semiautomática                     | 7,62 × 25 mm Tokarev     | Planta de armas de Tula                                   |
| Makarov PM                      |                          | Rusia                    | Pistola semiautomática                     | 9 × 18 mm Makarov        | Planta mecánica de Izhevsk                                |
| FN Browning GP-35               |                          | Bélgica                  | Pistola semiautomática                     | 9 × 19 mm Parabellum     | FN Herstal                                                |
| Subfusiles                      |                          |                          |                                            |                          |                                                           |
| Sten                            |                          | Reino Unido              | Subfusil                                   | 9 × 19 mm Parabellum     | Royal Small Arms Factory                                  |
| Subfusil Sterling               |                          | Reino Unido              | Subfusil                                   | 9 × 19 mm Parabellum     | Sterling Armaments Company                                |
| Skorpion vz. 61                 |                          | República Checa          | Subfusil                                   | 9 × 19 mm Parabellum     | Česká Zbrojovka Uherský Brod                              |
| Uzi                             |                          | Israel                   | Subfusil                                   | 9 × 19 mm Parabellum     | IMI Systems                                               |
| Carabinas                       |                          |                          |                                            |                          |                                                           |
| SKS                             |                          | Rusia                    | CarabinaFusil semiautomático               | 7,62 × 39 mm             | Planta de armas de Tula                                   |
| Carabina M4                     |                          | Estados Unidos           | Carabina                                   | 5,56 × 45 mm OTAN        | Colt's Manufacturing Company                              |
| Fusiles de asalto               |                          |                          |                                            |                          |                                                           |
| AKM                             |                          | Rusia                    | Fusil de asalto                            | 7,62 × 39 mm             | Corporación Kalashnikov                                   |
| Pistol Mitralieră model 1965    |                          | Rumania                  | Fusil de asalto                            | 7,62 × 39 mm             | Fábrica de armas de Cugir                                 |
| Tipo 56                         |                          | China                    | Fusil de asalto                            | 7,62 × 39 mm             | Norinco                                                   |
| Tipo 81                         |                          | China                    | Fusil de asalto                            | 7,62 × 39 mm             | Norinco                                                   |
| IMI Galil                       |                          | Israel                   | Fusil de asalto                            | 5,56 × 45 mm OTAN        | IMI Systems                                               |
| IWI Galil ACE                   |                          | Israel                   | Fusil de asalto                            | 5,56 × 45 mm OTAN        | Israel Weapon Industries                                  |
| Fusil M16                       |                          | Estados Unidos           | Fusil de asalto                            | 5,56 × 45 mm OTAN        | Colt's Manufacturing Company                              |
| IWI Tavor X95                   |                          | Israel                   | Fusil de asaltoBullpup                     | 5,56 × 45 mm OTAN        | Israel Weapon Industries                                  |
| Fusiles de combate              |                          |                          |                                            |                          |                                                           |
| FN FAL                          |                          | Bélgica                  | Fusil de combate                           | 7,62 × 51 mm OTAN        | FN Herstal                                                |
| Heckler & Koch G3               |                          | Alemania                 | Fusil de combate                           | 7,62 × 51 mm OTAN        | Heckler & Koch                                            |
| Fusiles de francotirador        |                          |                          |                                            |                          |                                                           |
| Lee-Enfield                     |                          | Reino Unido              | Fusil de francotiradorFusil de cerrojo     | .303 British             | Royal Small Arms Factory                                  |
| Fusil de francotirador PSL      |                          | Rumania                  | Fusil de francotiradorFusil semiautomático | 7,62 × 54 mm R           | Fábrica de armas de Cugir                                 |
| Ametralladoras                  |                          |                          |                                            |                          |                                                           |
| Ametralladora ligera Bren       |                          | Reino Unido              | Ametralladora ligera                       | .303 British             | Royal Small Arms Factory                                  |
| Ametralladora ligera Degtiariov |                          | Rusia                    | Ametralladora ligera                       | 7,62 × 54 mm R           | Planta Degtiariov                                         |
| Ametralladora ligera RPD        |                          | Rusia                    | Ametralladora ligera                       | 7,62 × 39 mm             | Planta Degtiariov                                         |
| RPK                             |                          | Rusia                    | Ametralladora ligera                       | 7,62 × 39 mm             | Planta de construcción de maquinaria de Vyatskiye Polyany |
| Ametralladora PK                |                          | Rusia                    | Ametralladora de propósito general         | 7,62 × 54 mm R           | Planta Degtiariov                                         |
| Ametralladora M60               |                          | Estados Unidos           | Ametralladora de propósito general         | 7,62 × 51 mm OTAN        | General Dynamics                                          |
| DShK                            |                          | Rusia                    | Ametralladora pesada                       | 12,7 × 108 mm            | Planta de armas de Tula                                   |

### Graduación militar (Ejército)

#### Oficiales y generales
| Grado militar       | Insignia | Rangos OTAN |
| ------------------- | -------- | ----------- |
| Mariscal de campo   |          | OF-9        |
| Teniente general    |          | OF-8        |
| General de Ejército |          | OF-7        |
| General de división |          | OF-6        |
| General de brigada  |          | OF-5        |
| Coronel             |          | OF-4        |
| Teniente coronel    |          | OF-3        |
| Comandante          |          | OF-2        |
| Capitán             |          | OF-2        |
| Teniente            |          | OF-1        |
| Alférez             |          | OF-1        |

#### Suboficiales
| Grado militar    | Insignia | Rangos OTAN |
| ---------------- | -------- | ----------- |
| Suboficial mayor |          | OR-7        |
| Sargento mayor   |          | OR-6        |
| Sargento primero |          | OR-5        |
| Sargento         |          | OR-4        |
| Cabo primero     |          | OR-3        |
| Cabo             |          | OR-2        |

## Fuerza aérea
La Fuerza Aérea de Uganda tiene una plantilla de aproximadamente 1200 personas y está dirigida por el Teniente general Charles Okidi, su oficial adjunto es el General de división Geoffrey Tumusiime Katsigazi.

### Aeronaves militares
La fuerza aérea cuenta con los siguientes tipos de aviones y helicópteros:
| Nombre                   | Fotografía         | Origen             | Tipo                              | Unidades           | Fabricante                                |
| Aviones de combate       | Aviones de combate | Aviones de combate | Aviones de combate                | Aviones de combate | Aviones de combate                        |
| ------------------------ | ------------------ | ------------------ | --------------------------------- | ------------------ | ----------------------------------------- |
| Sukhoi Su-30             |                    | Rusia              | Caza polivalente                  | 6                  | Sukhoi                                    |
| Mikoyan-Gurevich MiG-21  |                    | Rusia              | Avión de caza                     | 3                  | Mikoyán                                   |
| Aviones de transporte    |                    |                    |                                   |                    |                                           |
| Cessna 172               |                    | Estados Unidos     | Aeronave de transporte militar    | 4                  | Cessna                                    |
| Cessna 208 Caravan       |                    | Estados Unidos     | Aeronave de transporte militar    | 2                  | Cessna                                    |
| Gulfstream G550          |                    | Estados Unidos     | Avión de negocios                 | 1                  | General DynamicsGulfstream Aerospace      |
| Harbin Y-12              |                    | China              | Aeronave de transporte militar    | 2                  | Harbin Aircraft Manufacturing Corporation |
| Lockheed L-100 Hercules  |                    | Estados Unidos     | Aeronave de transporte militar    | 1                  | Lockheed Martin                           |
| Aviones de entrenamiento |                    |                    |                                   |                    |                                           |
| Aero L-39 Albatros       |                    | Checoslovaquia     | Avión de entrenamiento a reacción | 7                  | Aero Vodochody                            |
| Aermacchi SF-260         |                    | Italia             | Avión de entrenamiento            | 4                  | Alenia AermacchiSIAI-Marchetti            |
| Helicópteros militares   |                    |                    |                                   |                    |                                           |
| Mil Mi-17                |                    | Rusia              | Helicóptero de transporte militar | 10                 | Mil                                       |
| Mil Mi-24                |                    | Rusia              | Helicóptero de ataque             | 7                  | Mil                                       |
| Mil Mi-28                |                    | Rusia              | Helicóptero de ataque             | 3                  | Mil                                       |
| Bell UH-1 Iroquois       |                    | Estados Unidos     | Helicóptero utilitario            | 5                  | Bell Textron                              |
| Bell 412                 |                    | Estados Unidos     | Helicóptero utilitario            | 2                  | Bell Textron                              |

### Armamento

#### Cañones
| Nombre                    | Fotografía          | Origen              | Tipo                | Calibre             | Fabricante                   |
| Cañones automáticos       | Cañones automáticos | Cañones automáticos | Cañones automáticos | Cañones automáticos | Cañones automáticos          |
| ------------------------- | ------------------- | ------------------- | ------------------- | ------------------- | ---------------------------- |
| Gryazev-Shipunov GSh-23   |                     | Rusia               | Cañón automático    | 23 mm               | KBP Instrument Design Bureau |
| Shipunov 2A42             |                     | Rusia               | Cañón automático    | 30 mm               | Tulamashzavod                |
| Gryazev-Shipunov GSh-301  |                     | Rusia               | Cañón automático    | 30 mm               | KBP Instrument Design Bureau |
| Gryazev-Shipunov GSh-30-2 |                     | Rusia               | Cañón automático    | 30 mm               | KBP Instrument Design Bureau |

#### Misiles
| Nombre                  | Imagen            | Origen            | Sistema de guiado      | Fabricante                        |
| Misiles aire-aire       | Misiles aire-aire | Misiles aire-aire | Misiles aire-aire      | Misiles aire-aire                 |
| ----------------------- | ----------------- | ----------------- | ---------------------- | --------------------------------- |
| Vympel R-73             |                   | Rusia             | Guiado por infrarrojos | NPO Vympel                        |
| Vympel R-27             |                   | Rusia             | Guiado por radar       | NPO Vympel                        |
| Vympel R-77             |                   | Rusia             | Guiado por radar       | NPO Vympel                        |
| Misiles aire-superficie |                   |                   |                        |                                   |
| Kh-31                   |                   | Rusia             | Guiado por radar       | JSC Tactical Missiles Corporation |

### Graduación militar (Fuerza Aérea)

#### Oficiales y generales
| Grado militar       | Insignia | Rangos OTAN |
| ------------------- | -------- | ----------- |
| Teniente general    |          | OF-9        |
| General de Ejército |          | OF-8        |
| General de división |          | OF-7        |
| General de brigada  |          | OF-6        |
| Coronel             |          | OF-5        |
| Teniente coronel    |          | OF-4        |
| Comandante          |          | OF-3        |
| Capitán             |          | OF-2        |
| Teniente            |          | OF-1        |
| Alférez             |          | OF-1        |

### Galería de imágenes

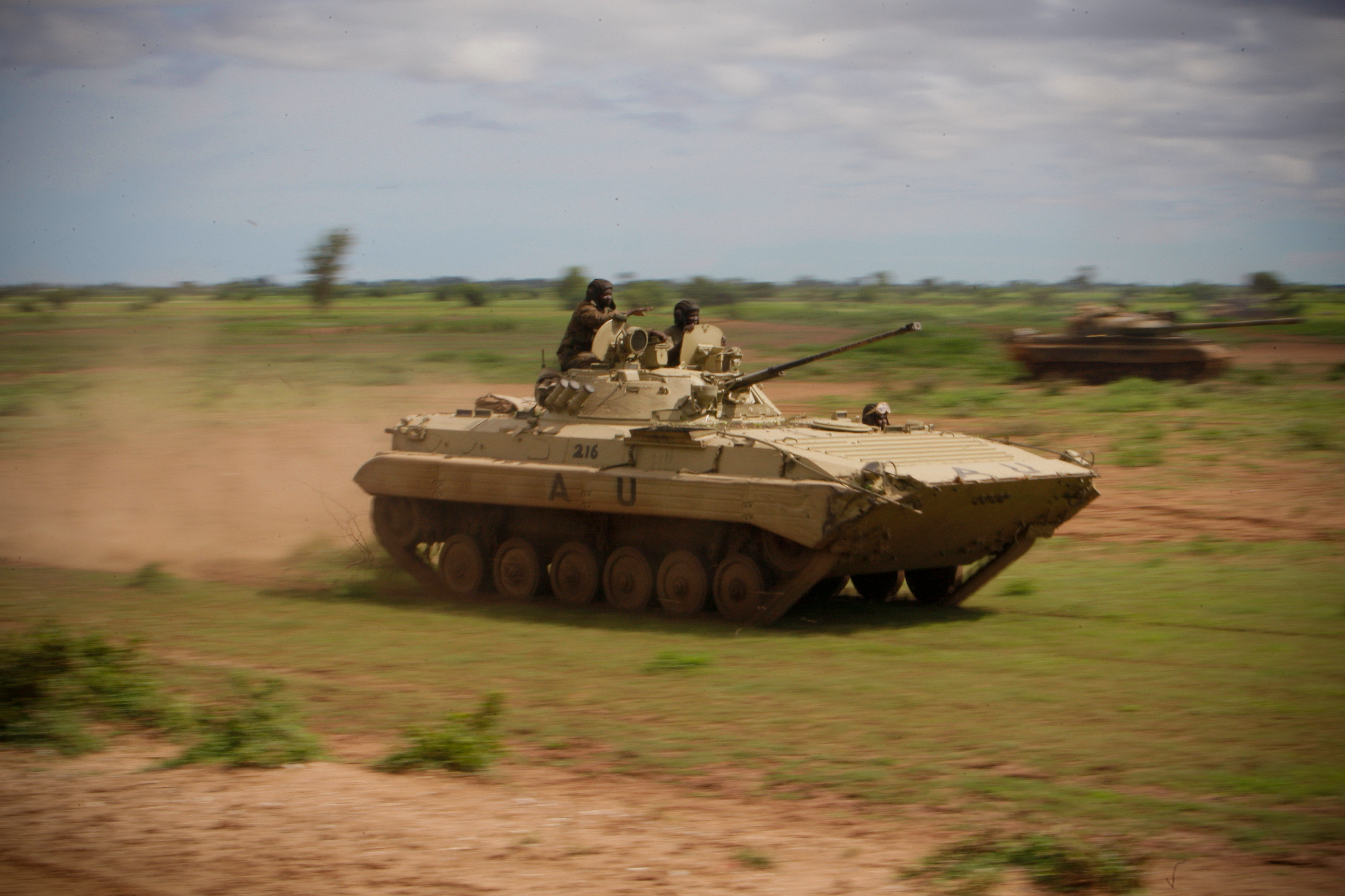
Vehículo de combate de infantería BMP-2 de Uganda de la AMISOM.

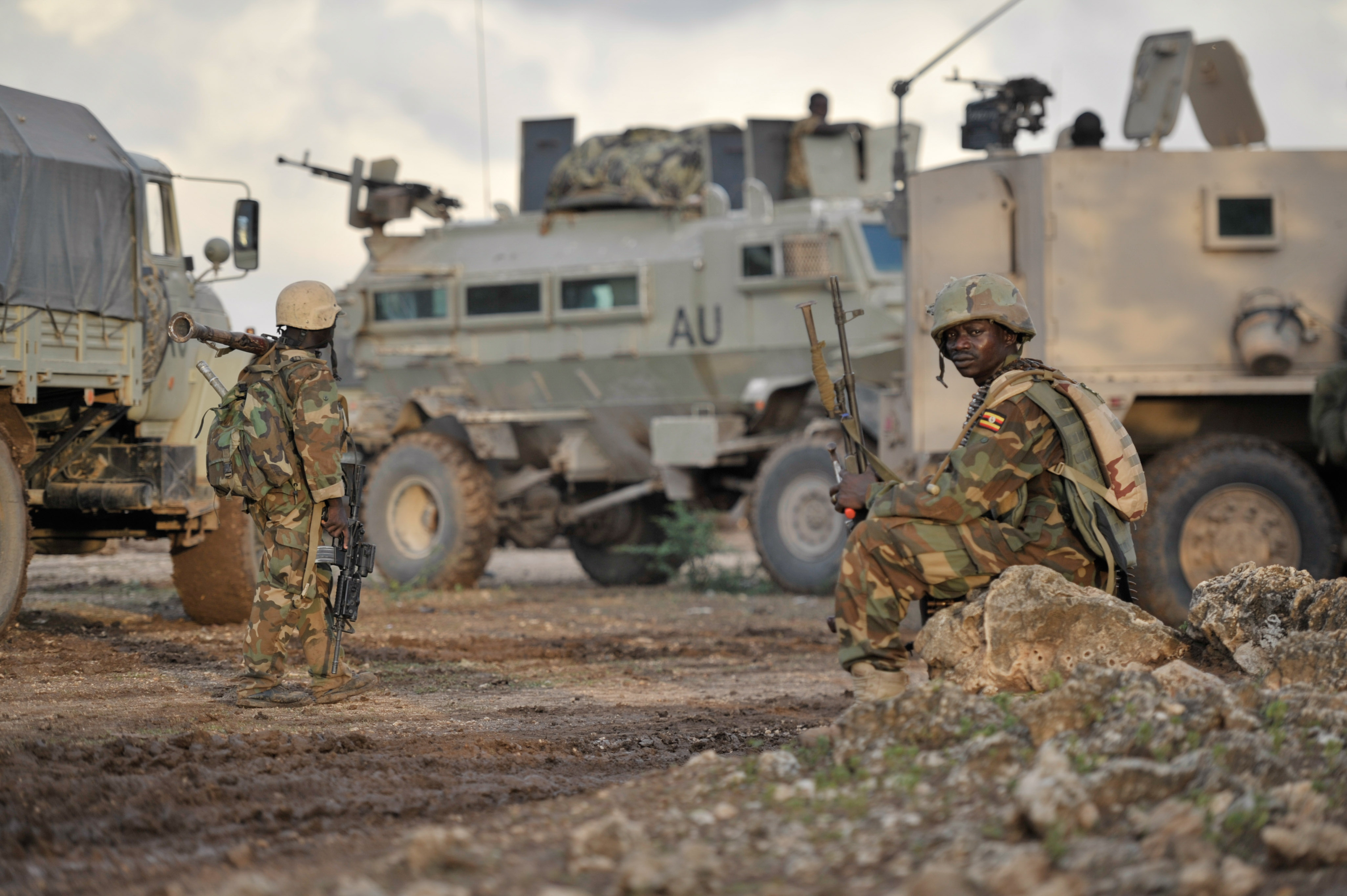
Soldados de las UPDF en la región de Región de Shabeellaha Hoose, en Somalia. En el fondo de la imagen se puede ver un vehículo MRAP Casspir fabricado en Sudáfrica.

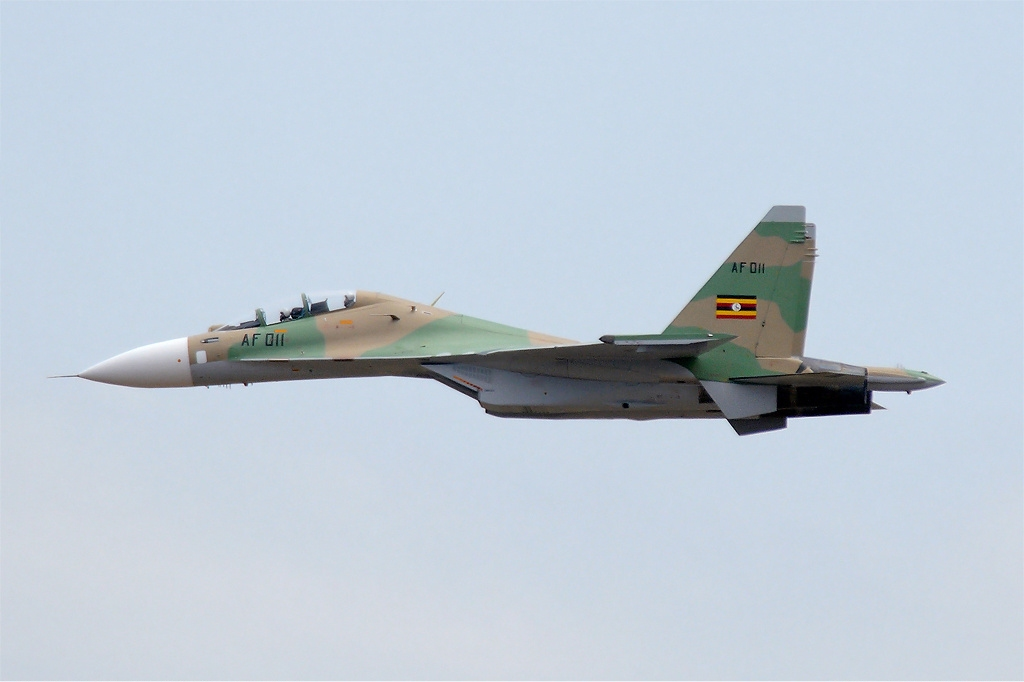
Un avión de caza Sukhoi Su-30 de la Fuerza Aérea Ugandesa.
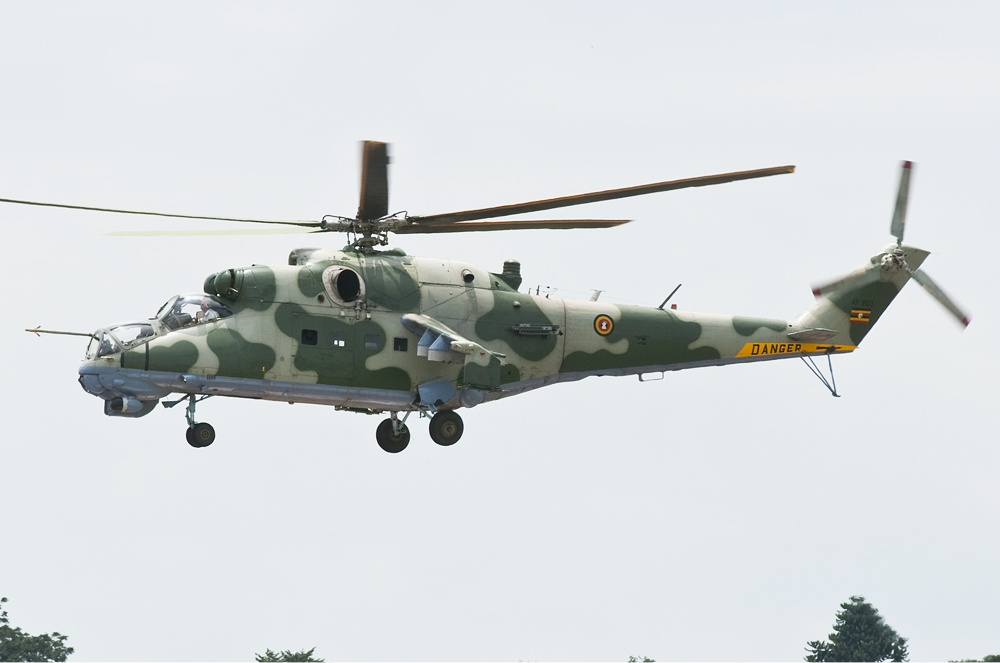
Un helicóptero de ataque Mil Mi-24 de la Fuerza Aérea Ugandesa.